# Arnold (cràter)
Arnold és un cràter d'impacte que es troba a la part nord-nord-est de la Lluna, visible a prop de l'horitzó lunar. Aquesta ubicació li dona al cràter un aspecte particularment ovalat causa de la perspectiva, tot i que la formació és en realitat bastant circular. Es troba al nord-est de la Mare Frigoris, al nord del cràter Democritus. A l'oest d'Arnold es troba el cràter més petit Moigno.

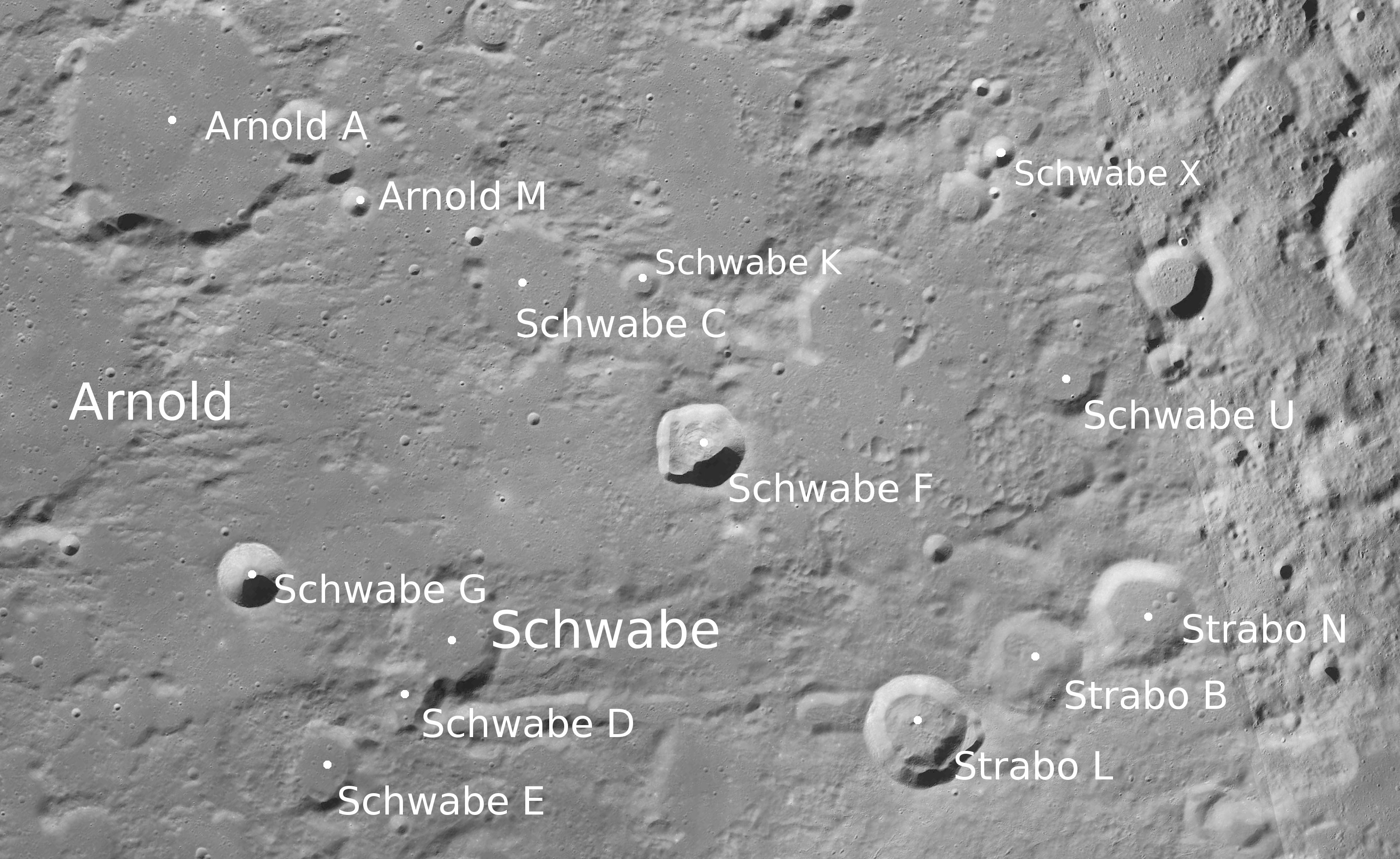
Localització d'Arnold (centre esquerra de la imatge)
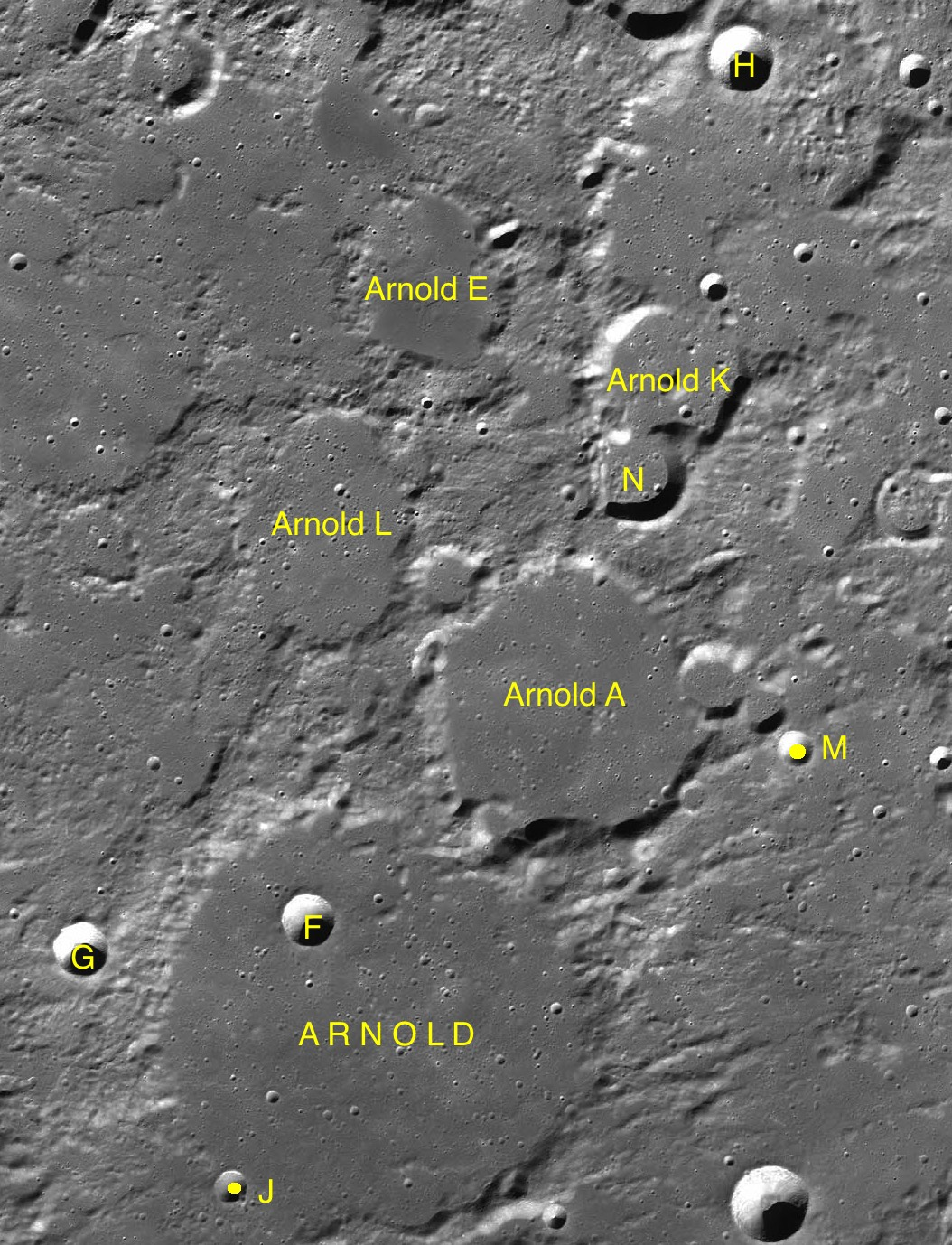
Cràters satèl·lit

L'antiga vora d'Arnold s'ha desgastat i arrodonit pel bombardeig d'edats posteriors. Hi ha una bretxa a la paret cap al sud-oest, marcada pel petit cràter satèl·lit Arnold J; la paret és relativament baixa al llarg de la vora oriental. La meitat nord de la vora és la més intacta, sobretot cap al nord-est, on s'uneix el cràter satèl·lit Arnold A.

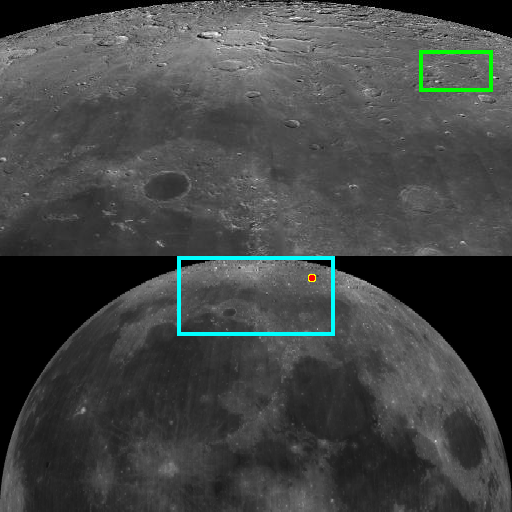
Posició sobre la Lluna
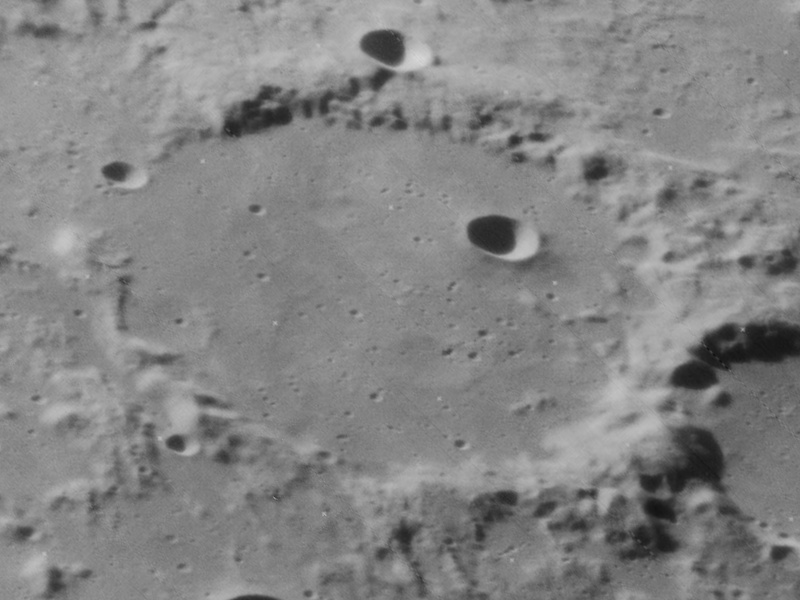
Vista des del Lunar Orbiter 4
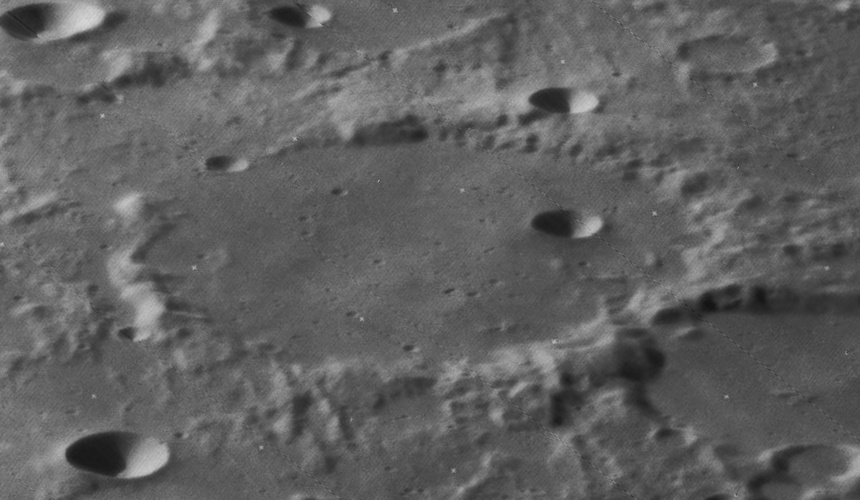
Vista des del Lunar Orbiter 4

El sòl interior d'Arnold ha ressorgit per fluxos de lava, i és relativament pla a excepció d'un nombre de petits cràters. El cràter més notable a l'interior és Arnold F, en la secció nord-oest. Si el cràter alguna vegada ha posseït un pic central, actualment no ha quedat cap senyal d'ell (possiblement va ser cobert per lava).

## Cràters satèl·lit
Per convenció aquests elements són identificats en els mapes lunars posant la lletra en el costat del punt central del cràter que està més proper a Arnold.
| Arnold | Coordenades                          | Diàmetre |
| ------ | ------------------------------------ | -------- |
| A      | 68° 48′ N, 39° 48′ E / 68.8°N,39.8°E | 57 km    |
| E      | 71° 36′ N, 38° 18′ E / 71.6°N,38.3°E | 32 km    |
| F      | 67° 30′ N, 35° 12′ E / 67.5°N,35.2°E | 10 km    |
| G      | 67° 18′ N, 31° 24′ E / 67.3°N,31.4°E | 11 km    |
| H      | 72° 36′ N, 45° 18′ E / 72.6°N,45.3°E | 13 km    |
| J      | 65° 54′ N, 33° 42′ E / 65.9°N,33.7°E | 6 km     |
| K      | 70° 48′ N, 42° 48′ E / 70.8°N,42.8°E | 29 km    |
| L      | 70° 12′ N, 36° 06′ E / 70.2°N,36.1°E | 33 km    |
| M      | 68° 18′ N, 43° 36′ E / 68.3°N,43.6°E | 7 km     |
| N      | 70° 12′ N, 41° 54′ E / 70.2°N,41.9°E | 18 km    |